# سكة حديدية مزدوجة

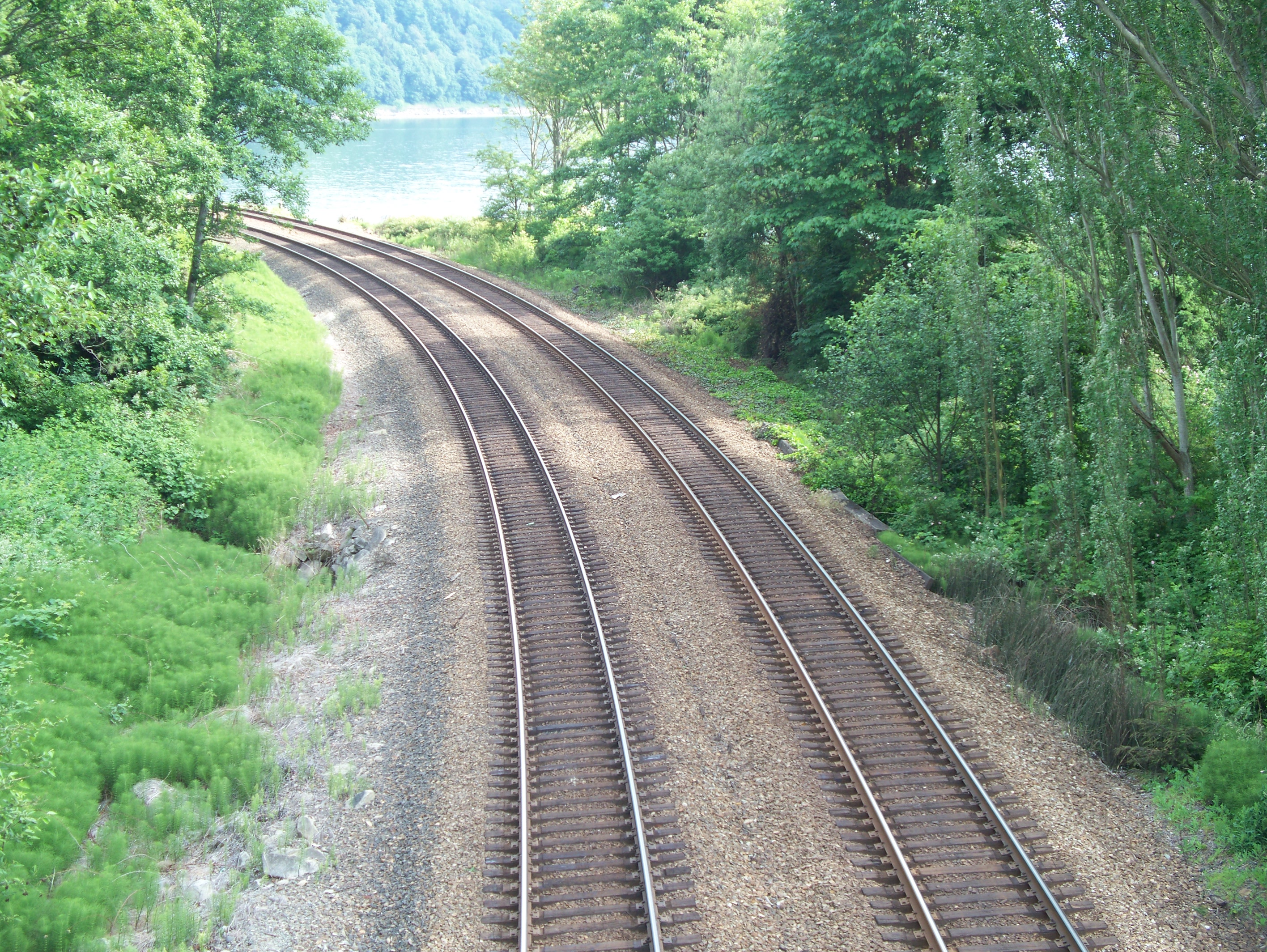
خطوط سكة حديدية ذات مسارين (السكة المزدوجة)

السكة الحديدية المزدوجة ذات مسارين (بخلاف السكة المفردة ذات المسار الفردي الوحيد). والتثنية أو ازدواج السكة هي مشروع تطوير سكة مفردة لجعلها مزدوجة.